# シッタ
シッタは、陶芸道具の一つである。湿台の意味からきた言葉ではあるが、語源は定かではない。

## 概要
焼き物は、轆轤で水挽きの終わったものを、適度な硬さに乾燥させ作品を伏せて削り作業を行う。そのまま伏せると口縁を傷つけてしまうため、轆轤の天板に円筒を備え付けて、円筒の上に伏せて削り作業を行う。この円筒をシッタという。

## 素材
シッタは、何度も繰り返し使えるように粘土で作られ、一旦素焼を施したものを使う。しかし、産地や作業上必要な場合は、轆轤で粘土を円筒形や円柱形に水挽きして半乾燥させた生シッタを使う場合もある。
シッタの口径は作品の大きさによって変えるため通常は何種類か用意をして置く。